# Питсбург
Питсбург (енгл. Pittsburgh) други је по величини град у америчкој савезној држави Пенсилванија. Према попису из 2020. било је 302.971 становника.

## Географија
Питсбург се налази на надморској висини од 373 m.

## Историја
Први Европљани су дошли на подручје данашњег Питсбурга као трговци 1710-их. Мишел Безајон је први аутор који је описао ријеке у Охају у рукопису из 1717. године. Европски трговци нешто су касније исте године успоставили трговачке станице и насеља на том подручју.
Француски војници из Квебека су 1749. покренули експедицију према рекама у нади да ће спојити Француску Канаду са Француском Лузијаном преко река . Вирџинијски гувернер Роберт Дајнвајди је послао мајора Џорџа Вашингтона како би упозорио Французе да се морају повући.
У раздобљу од 1753. до 1754, Енглези су саградили тврђаву Форт Принс Џорџ; међутим, каснија француска експедиција присилила је Енглезе на напуштање утврде, а сами су Французи саградили нову утврду Форт Дукејн на истом месту. Ови су догађаји довели до Француског и индијанског рата. Поход енглеског генерала Едварда Бредока (с Џорџом Вашингтоном као појачањем) на Форт Дукејн није успио, али је зато генерал Џон Форбс у идућем походу успео.
Након што су Французи напустили и срушили Форт Дукејн 1758, Форбс је наредио изградњу тврђаве Форт Пит, која је добила име према енглеском државном секретару Вилијаму Питу Старијем. Насеље између река назвао је Питсборо.

## Демографија
Према попису становништва из 2010. у граду је живело 305.704 становника, што је 28.859 (8,6%) становника мање него 2000. године.
|                   | 2010.            | 2000.            |
| Укупно            | 305 704 (100,0%) | 334 563 (100,0%) |
| Белци             | 198 186 (64,83%) | 223 982 (66,95%) |
| Афроамериканци    | 79 710 (26,07%)  | 90 750 (27,12%)  |
| Азијати           | 13 465 (4,405%)  | 9 195 (2,748%)   |
| Остали            | 7 379 (2,414%)   | 6 211 (1,856%)   |
| Хиспаноамериканци | 6 964 (2,278%)   | 4 425 (1,323%)   |

## Спорт
- Хајнц Филд
- Питсбург пенгвинси
- Питсбург стилерси

## Партнерски градови
- Ријека
- Скопље
- Фернандо де ла Мора
- Доњецк
- Загреб
- Острава
- Прешов
- Матанзас
- Софија
- Шефилд
- Саитама
- Билбао
- Вухан
- Новокузњецк
- Изола деле Фемине
- Кармијел
- Хамилтон
- Нур Султан
- Шарлроа
- Да Нанг